# Arroyo Leoncho
Der Arroyo Leoncho ist ein im Osten Uruguays gelegener Fluss.
Der zum Einzugsgebiet der Laguna Merín zählende Fluss entspringt einige Kilometer östlich der Quellen des Arroyo Corrales del Parao und des Arroyo de la Manguera sowie östlich der dort verlaufenden Ruta 8 in der Cuchilla de Olmos. Er verläuft auf dem Gebiet des Departamentos Treinta y Tres in östliche Richtung und mündet schließlich ca. vier Kilometer nordwestlich von Vergara als rechtsseitiger Nebenfluss in den Arroyo del Parao.